# Бончева, Румеляна
Румеляна Бончева Стефанова (болг. Румеляна Бончева Стефанова; род. 25 апреля 1957, Варна) — болгарская гребчиха, выступавшая за сборную Болгарии по академической гребле во второй половине 1970-х годов. Бронзовая призёрка летних Олимпийских игр в Москве, чемпионка мира, победительница и призёрка регат национального значения.

## Биография
Румеляна Бончева родилась 25 апреля 1957 года в городе Варна, Болгария.
Первого серьёзного успеха на взрослом международном уровне добилась в сезоне 1977 года, когда вошла в основной состав болгарской национальной сборной и побывала на чемпионате мира в Амстердаме, откуда привезла награду бронзового достоинства, выигранную в зачёте парных рулевых четвёрок — в финале пропустила вперёд только команды из Восточной Германии и Румынии.
В 1978 году на мировом первенстве в Карапиро одержала победу в парных четвёрках с рулевой.
На чемпионате мира 1979 года Бледе в той же дисциплине стала серебряной призёркой, уступив на финише восточногерманским спортсменкам.
Благодаря череде удачных выступлений удостоилась права защищать честь страны на летних Олимпийских играх 1980 года в Москве — в составе парного четырёхместного экипажа, куда также вошли гребчихи с Марияна Сербезова, Долорес Накова, Анка Бакова и рулевая Анка Георгиева, в решающем финальном заезде пришла к финишу третьей позади экипажей из ГДР и СССР — тем самым завоевала бронзовую олимпийскую медаль.
После московской Олимпиады Бончева больше не показывала сколько-нибудь значимых результатов в академической гребле.